# آل منصور (يافع)

تعديل مصدري - تعديل

ال منصور هي إحدى قرى عزلة لبعوس بمديرية يافع التابعة لمحافظة لحج، بلغ تعداد سكانها 693 نسمة حسب تعداد اليمن لعام 2004.